# Simaethea
Simaethea is een geslacht van kevers uit de familie bladkevers (Chrysomelidae).
De wetenschappelijke naam van het geslacht werd in 1865 gepubliceerd door Joseph Sugar Baly.

## Soorten
- Simaethea furthi Mohamedsaid, 2004
- Simaethea sabahensis Mohamedsaid, 1998
- Simaethea sarawakensis Mohamedsaid, 2004